# Dlaskův statek
Dlaskův statek je historický statek v Dolánkách, městské části Turnova. Leží mezi zastávkou Dolánky na trati Liberec – Pardubice a řekou Jizerou. Je jedním z nejlépe dochovaných roubených statků pojizerského typu.
Od roku 2010 je chráněn jako národní kulturní památka.

## Historie
Statek byl založen jako svobodnická usedlost roku 1716, významněji přestavován byl za Josefa Dlaska (1782–1853) v letech 1794 a 1841. Roku 1784 byla před statkem na náklady majitelů vystavěna socha Panny Marie. V roce 1883 byl statek prodán v exekuční dražbě a přestal být majetkem rodiny Dlasků. Celonárodní známost mu přinesla Národopisná výstava českoslovanská v Praze roku 1895, kde ho prezentoval akademický malíř Jan Prousek ve svých malbách a ve své publikaci O dřevěných stavbách ze severních Čech.
Dnes je statek součástí turnovského Muzea Českého ráje. Součástí expozice je i roubený špejchar (Rakoušův sroubek) z roku 1807, který sem byl přenesen z Malého Rohozce.

## Galerie

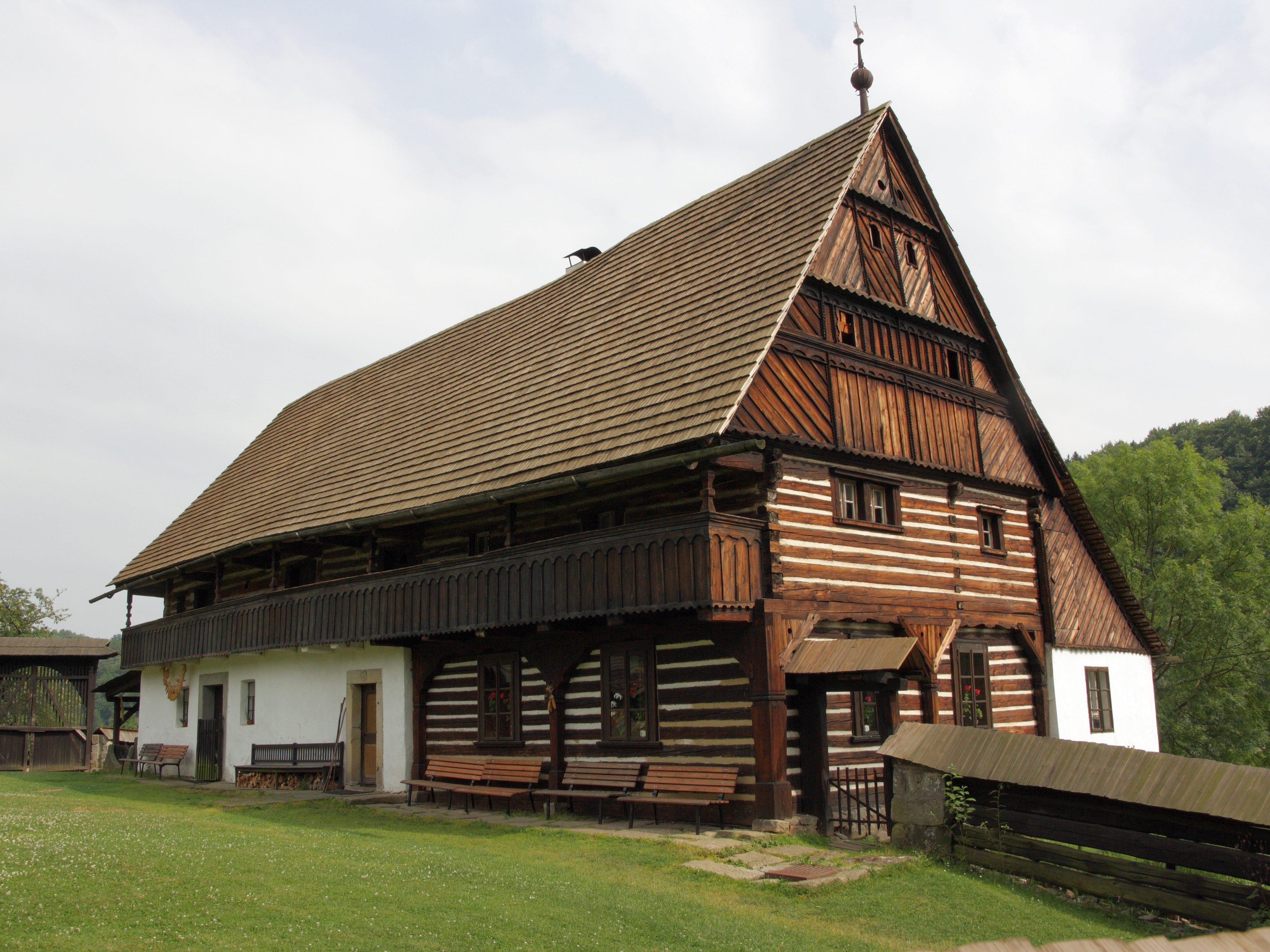
Obytná budova statku s lomenicí
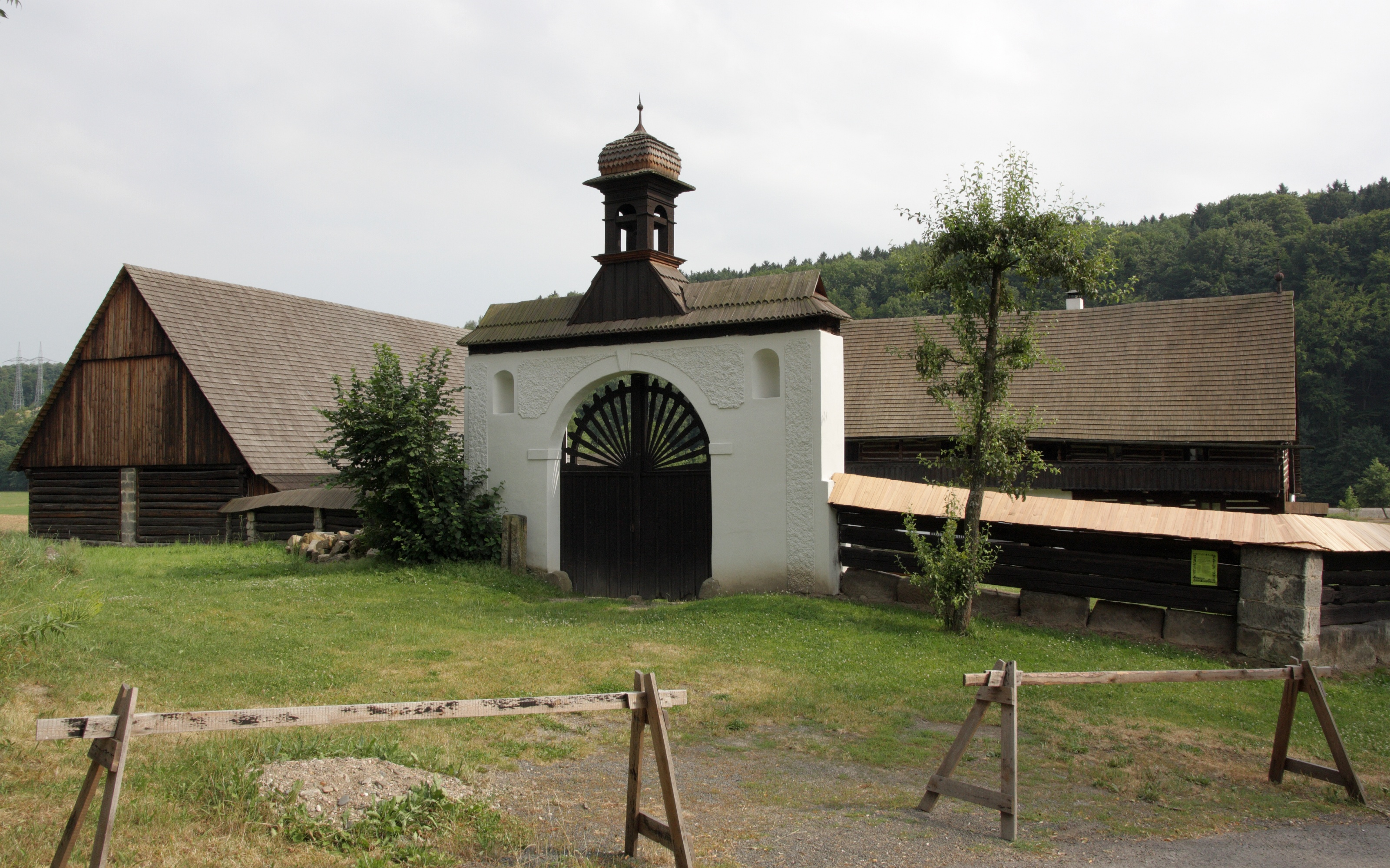
hlavní brána statku
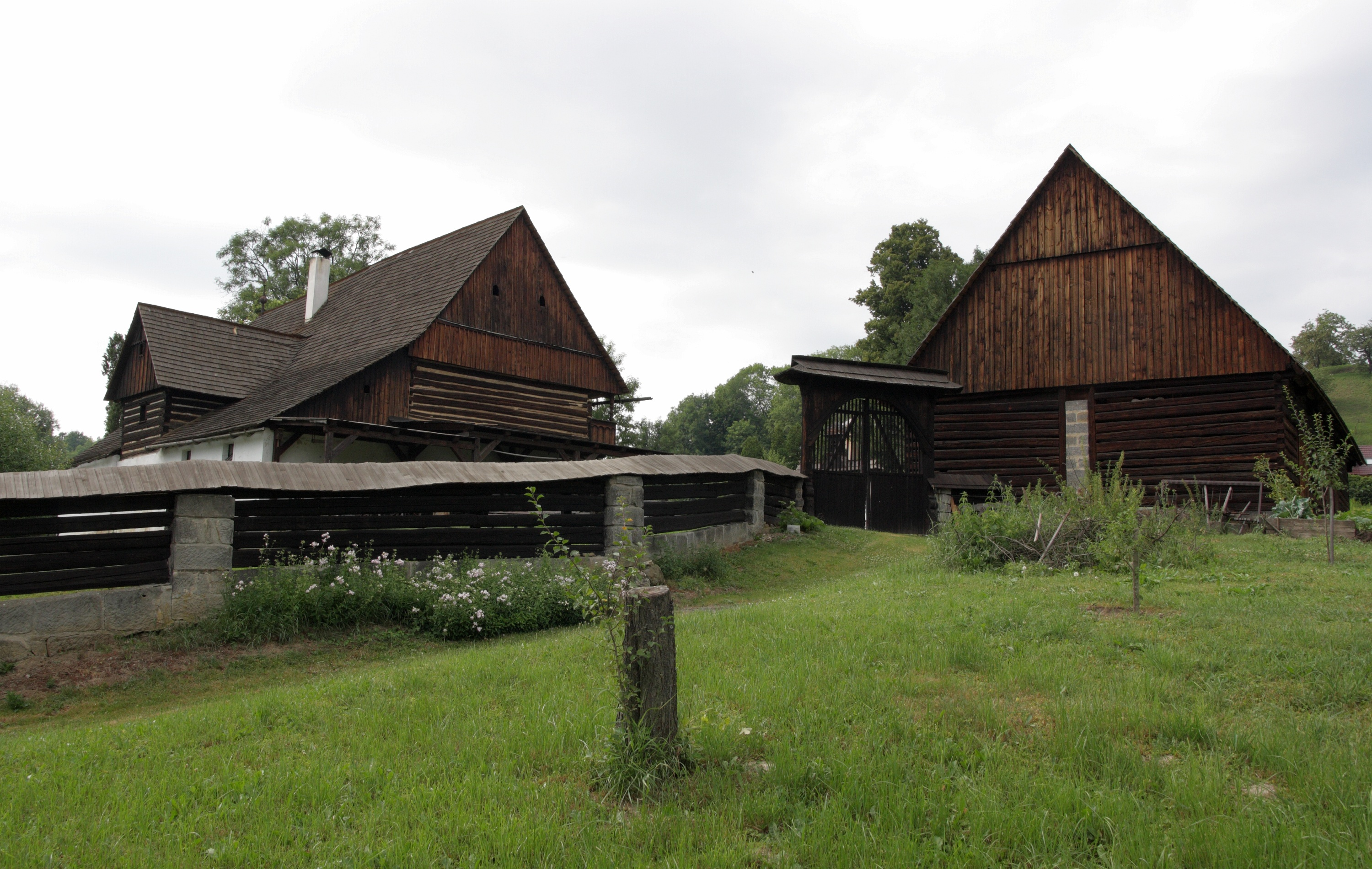
hospodářské budovy a východní brána
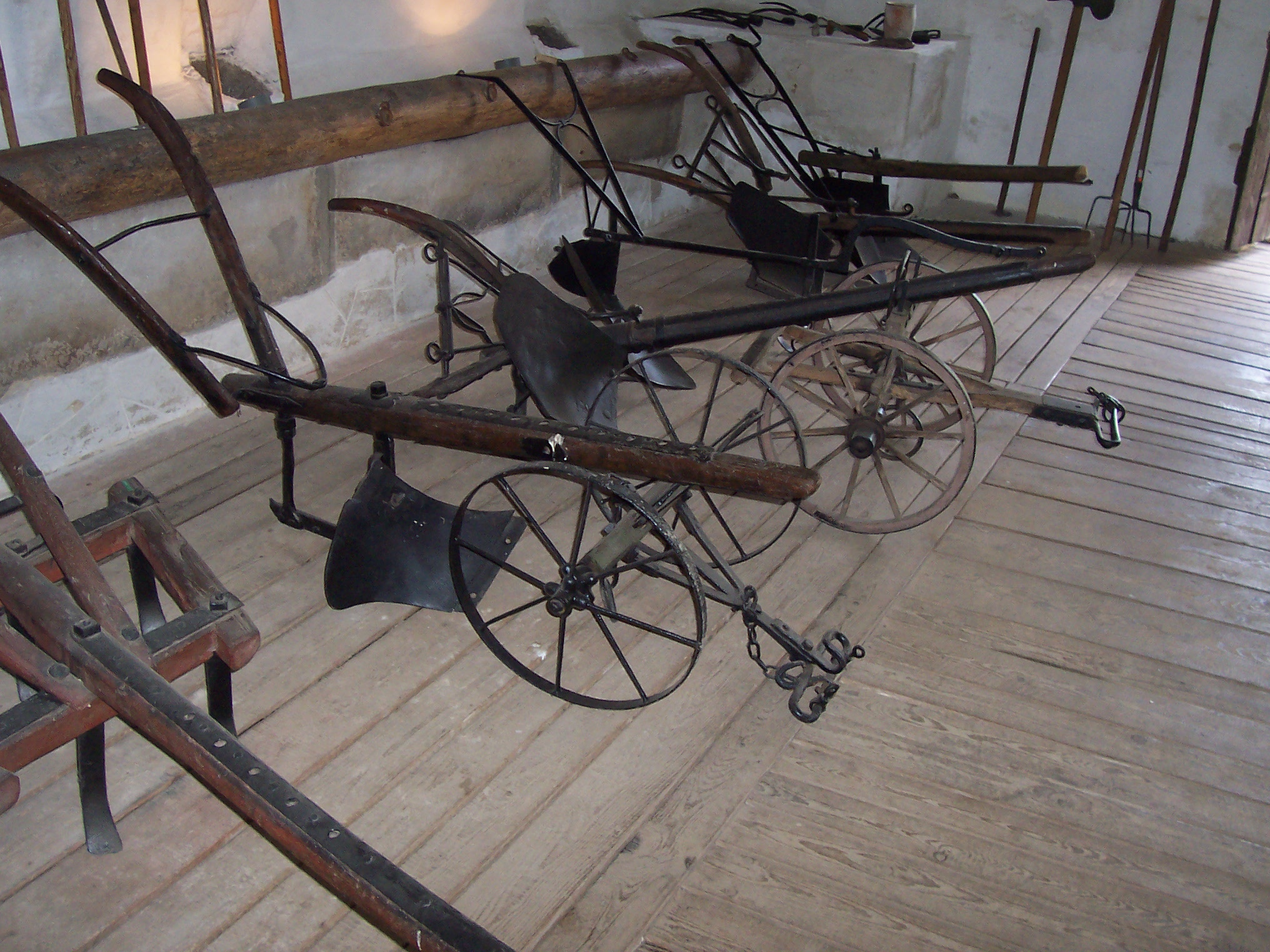
Interiér – vystavené pluhy
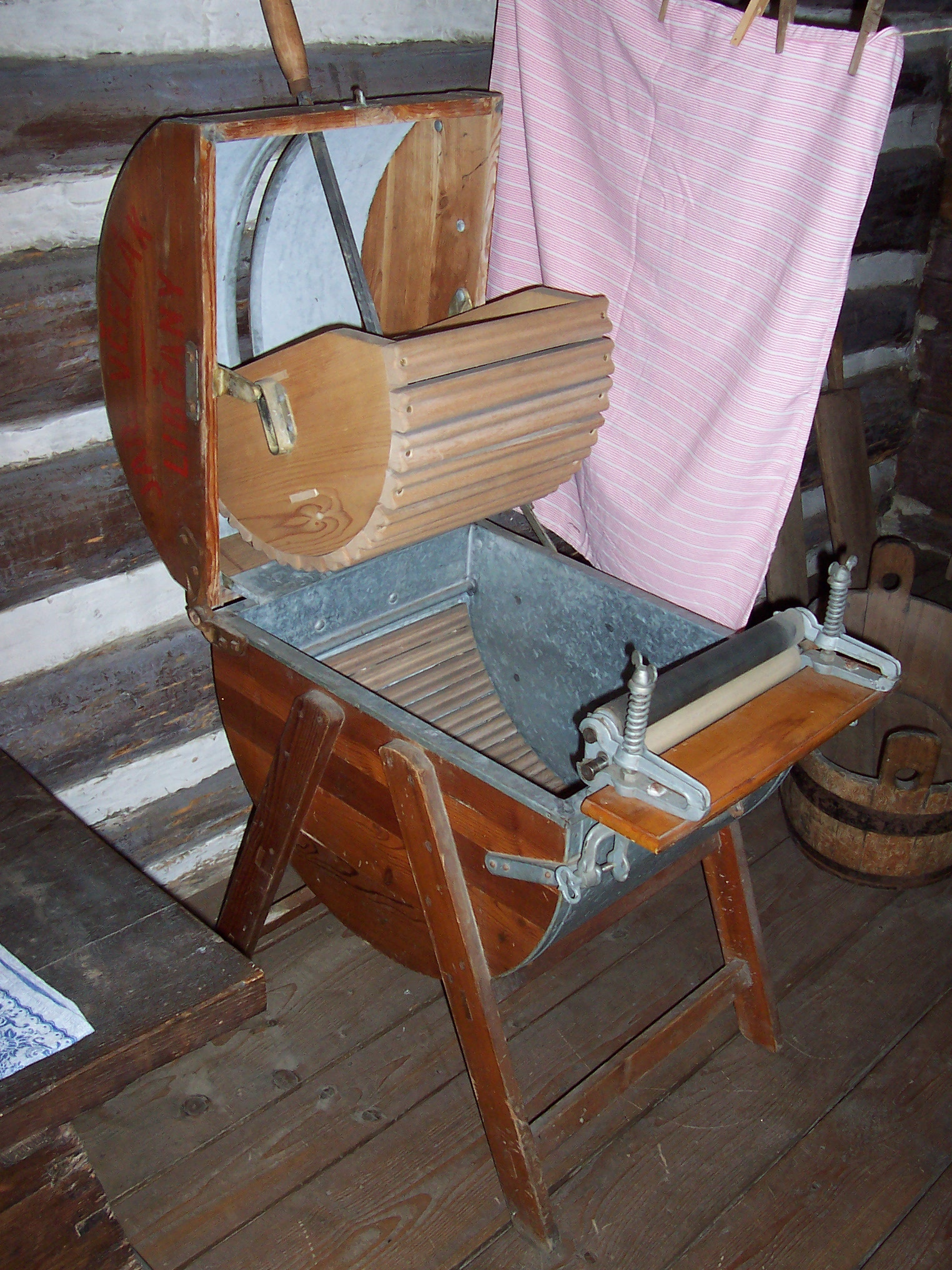
Interiér – vystavená pračka se ždímačkou
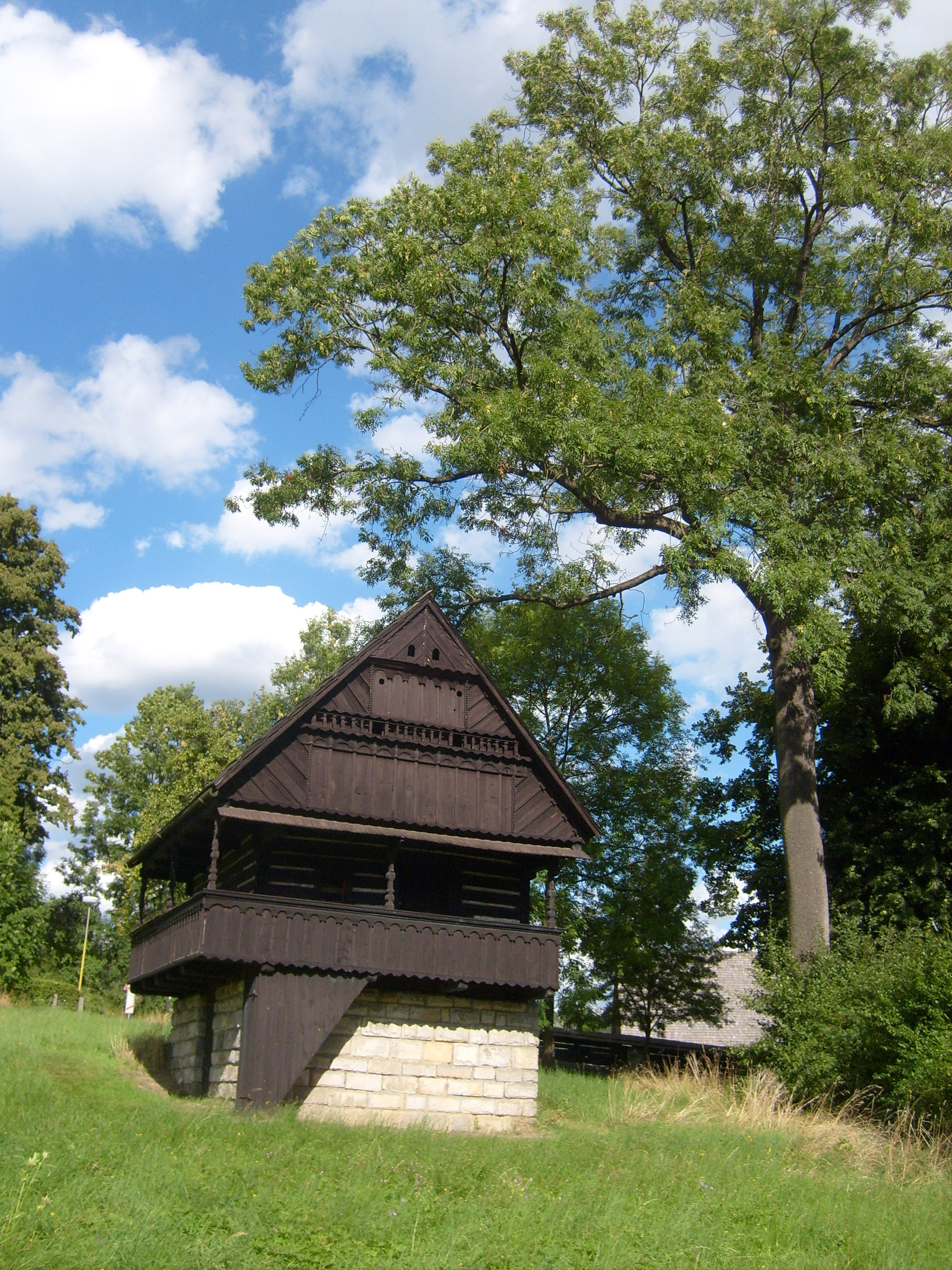
Špejchar přenesený z Malého Rohozce